# Coloquio (reunión)
En el origen, el término Coloquio, del latín colloquium, designa las conferencias religiosas mantenidas con el fin de discutir y debatir un punto de doctrina, o con el fin de intentar conciliar puntos de vista diversos. Por extensión, también designa reuniones y conferencias de especialistas (científicos u otros).
Entre los principales coloquios, en los primeros tiempos del cristianismo pueden citarse :
- Coloquio de Cascar en Mesopotamia, entre el obispo Arquelao y Manes;[1]
- Coloquio de Cartago, entre Agustín de Hipona (San Agustín) y los donatistas  (404);[2][3]
- Coloquio de Marbourg (diciembre de 1529);[4]
- Coloquio de Ratisbonne (1541) ;
- Coloquio de Montbéliard (21-29 de marzo de 1586);[5][6]
- Coloquio de Berna (1588), entre los católicos y los reformistas;[7]
- Coloquio de Poissy en 1561, bajo el reinado de Carlos IX de Francia. Este último tenía por objetivo reunir la iglesia católica con los calvinistas de Ginebra : el cardenal Carlos de Lorena-Guisa por un lado, y Teodoro de Beza por el otro lado, en esta reunión jugaron el rol principal. Pero finalmente este coloquio no produjo ningún resultado, salvo el de agriar y exacerbar los espíritus.